# Laouan Magagi
Laouan Magagi (* 1960 in Dineye; auch Lawan Magagi) ist ein nigrischer Politiker.

## Leben
Laouan Magagi wurde im zu Kolléram gehörenden Dorf Dineye geboren, wo er auch die Grundschule besuchte. Danach ging er in Mirriah auf die Mittelschule und auf eine Schule für Viehzüchter, die er 1980 abschloss. Nachdem er anschließend bis 1985 im Bereich der Futtermittelproduktion gearbeitet hatte, studierte er an der Universität Niamey und am Institut Supérieur Polytechnique in Ouagadougou, wo er 1991 einen Abschluss als Ingenieur für ländliche Entwicklung machte. Im Vorfeld der nigrischen Kommunalwahlen von 2004 leitete Magagi Pilotprojekte zur Kommunalisierung in N’Guigmi und Zinder. Von 2004 bis 2009 war er als nationaler Koordinator des Rahmenprogramms zur Armutsbekämpfung tätig.
Magagi begann seine politische Laufbahn als unabhängiger Abgeordneter in der Nationalversammlung während der umstrittenen Sechsten Republik (2009–2010), deren Verfassung Staatspräsident Mamadou Tandja eine dritte Amtszeit sichern sollte. Magagi fungierte als dritter Vizepräsident der Nationalversammlung. Nach dem Ende der Sechsten Republik war er im April 2010 ein Gründungsmitglied der Partei Allianz für die demokratische Erneuerung (ARD-Adaltchi Mutunchi). Seit September 2013 ist er deren Parteivorsitzender. Magagi ging bei den Präsidentschaftswahlen von 2016 für die ARD-Adaltchi Mutunchi ins Rennen und wurde mit 0,82 % der Stimmen zehnter von fünfzehn Kandidaten. Staatspräsident Mahamadou Issoufou holte ihn am 11. April 2016 als Minister für humanitäre Hilfe und Katastrophenmanagement in die Regierung. Am 4. Dezember 2020 schied Magagi aus der Regierung aus. Staatspräsident Mohamed Bazoum ernannte ihn am 7. April 2021 erneut zum Minister für humanitäre Hilfe und Katastrophenmanagement. Bazoums Regierung wurde beim Militärputsch am 26. Juli 2023 abgesetzt. In der vom neuen Machthaber Abdourahamane Tiani am 9. August 2023 ernannten Regierung wurde Aïssa Lawan Wandarama Ministerin für humanitäre Hilfe und Katastrophenmanagement.